# Herb gminy Raciążek
Herb gminy Raciążek – symbol gminy Raciążek, ustanowiony 16 czerwca 1998.

## Wygląd i symbolika
Herb przedstawia na tarczy koloru srebrnego czerwoną bramę forteczną ze złotą obudową bramy i czterema czarnymi oknami, zwieńczona czarnym dachem. Jest to historyczny herb miasta Raciążek, używany przed 1870. 